# 800 mètres masculin aux Jeux olympiques d'été de 1976 (athlétisme)
Navigation
Munich 1972 Moscou 1980
L'épreuve du 800 mètres masculin aux Jeux olympiques de 1976 s'est déroulée du 23 au 25 juillet 1976 au Stade olympique de Montréal, au Canada.  Elle est remportée par le Cubain Alberto Juantorena qui établit un nouveau record du monde en 1 min 43 s 50.

## Résultats

### Finale
| Rang               | Athlète            | Pays                 | Temps         | Notes |
| ------------------ | ------------------ | -------------------- | ------------- | ----- |
| Médaille d'or      | Alberto Juantorena | Cuba                 | 1 min 43 s 50 | WR    |
| Médaille d'argent  | Ivo Van Damme      | Belgique             | 1 min 43 s 86 |       |
| Médaille de bronze | Rick Wohlhuter     | États-Unis           | 1 min 44 s 12 |       |
| 4                  | Willi Wülbeck      | Allemagne de l'Ouest | 1 min 45 s 26 |       |
| 5                  | Steve Ovett        | Royaume-Uni          | 1 min 45 s 44 |       |
| 6                  | Luciano Sušanj     | Yougoslavie          | 1 min 45 s 75 |       |
| 7                  | Sriram Singh       | Inde                 | 1 min 45 s 77 |       |
| 8                  | Carlo Grippo       | Italie               | 1 min 48 s 39 |       |

## Légende
Records et Performances
- AR : Record continental (area record)
- CR : Record des championnats (championship record)
- MR : Record du meeting (meet record)
- NR : Record national (national record)
- OR : Record olympique (olympic record)
- PR : Record paralympique (paralympic record)
- PB : Record personnel (personal best)
- SB : Meilleure performance personnelle de la saison (season's best)
- WL : Meilleure performance mondiale de l'année (world leader)
- WJR : Record du monde junior (world junior record)
- WR : Record du monde (world record)

Circonstances et Conditions
- DNF : N'a pas terminé (did not finish)
- DNS : N'a pas pris le départ (did not start)
- DQ : Disqualification (disqualification)
- NM : Aucun essai valable enregistré (No Mark)
- Q : Qualifié « directement » au prochain tour (ou à la prochaine compétition), lors d'une compétition majeure, grâce au classement ou à la réalisation des minima (automatic qualifier)
- q : Qualifié au prochain tour (ou à la prochaine compétition), lors d'une compétition majeure, grâce au repêchage ou à la réalisation de l'une des meilleures performances parmi celles des « non qualifiés directement » (grâce au meilleur temps ou à la meilleure distance par exemple) (secondary qualifier)